# Peter Forsberg
Peter Forsberg (ur. 20 lipca 1973 w Örnsköldsvik) – szwedzki hokeista, reprezentant Szwecji, czterokrotny olimpijczyk, członek Triple Gold Club. Działacz hokejowy.
Jego ojciec Kent (ur. 1947) został trenerem hokejowym.

## Kariera
- Ångermanland (1988-1989)
- MODO Hockey (1989–1994)
- Quebec Nordiques (1994–1995)
- Colorado Avalanche (1995–2004)
- MODO Hockey (2004–2005)
- Philadelphia Flyers (2005–2007)
- Nashville Predators (2007)
- Colorado Avalanche (2007–2008)
- MODO Hockey (2008–2010)
- Colorado Avalanche (2011)

Wychowanek klubu Modo AIK. Pierwotnie karierę kontynuował do 2010, gdy przerwał ją po występach w barwach MODO Hockey. W 2011 wznowił karierę występując w dwóch meczach Colorado Avalanche, po czym w lutym 2011 roku definitywnie zakończył karierę zawodniczą (powodem była przewlekła kontuzja stopy).
W każdym z jego dwunastu sezonów NHL (uwzględniając tylko sezony zasadnicze), miał dodatnią statystykę plus/minus. Został jednym z zaledwie trzech hokeistów, którzy po dwa razy zdobyli Puchar Stanleya, złoty medal Igrzysk Olimpijskich i mistrzostwo świata.
Uczestniczył w turniejach mistrzostw świata w 1992, 1993, 1998, 2003, 2004, zimowych igrzysk olimpijskich 1994, 1998, 2006, 2010 (w 2010 był chorążym ekipy narodowej) oraz Pucharu Świata 1996, 2004.
W 2011 został zastępcą menedżera generalnego w swoim macierzystym klubie MODO Hockey w rodzinnym mieście Örnsköldsvik.

## Sukcesy i wyróżnienia

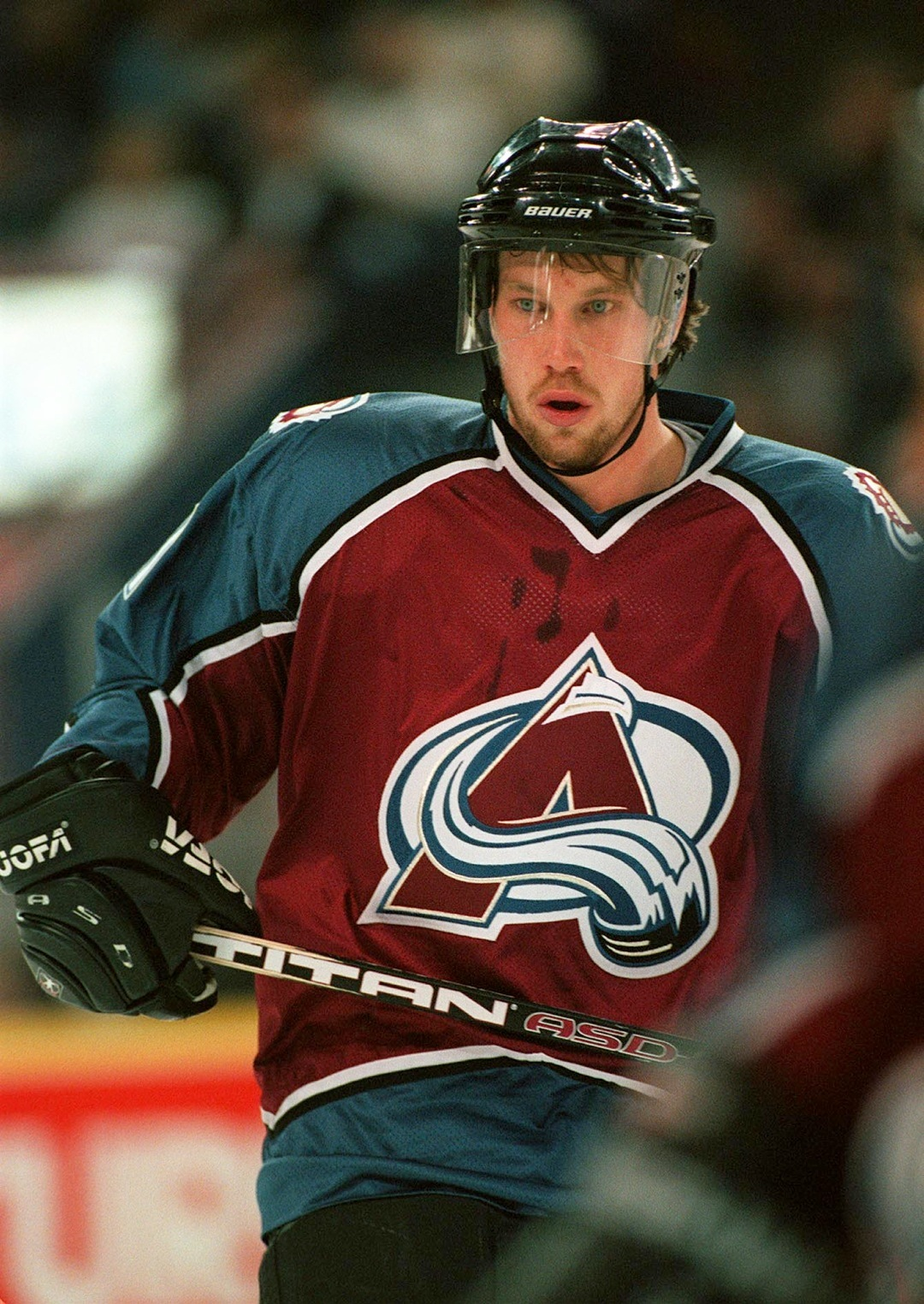
Peter Forsberg w barwach Colorado Avalanche (1997)

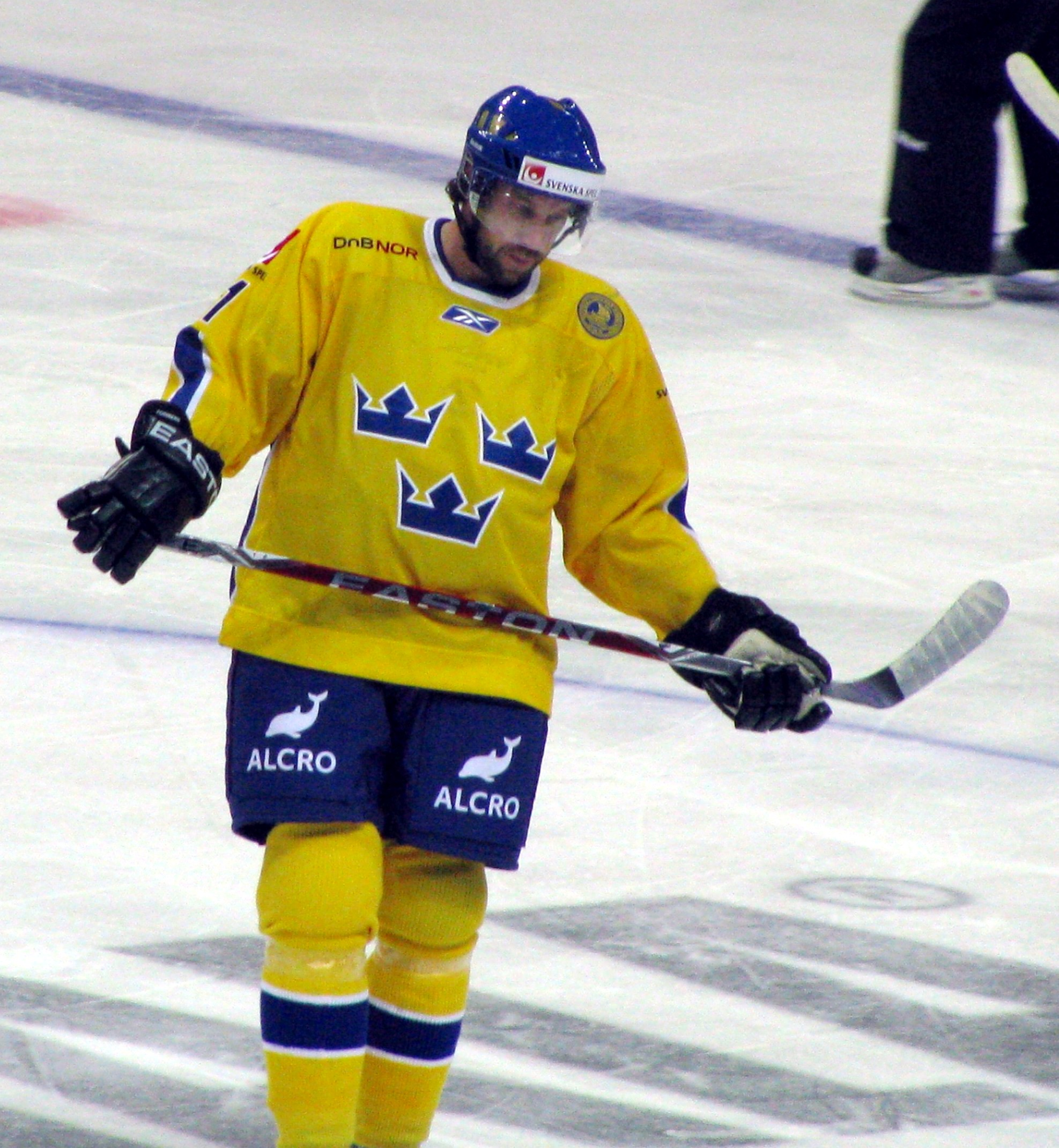
Peter Forsberg w reprezentacji Szwecji (2009)

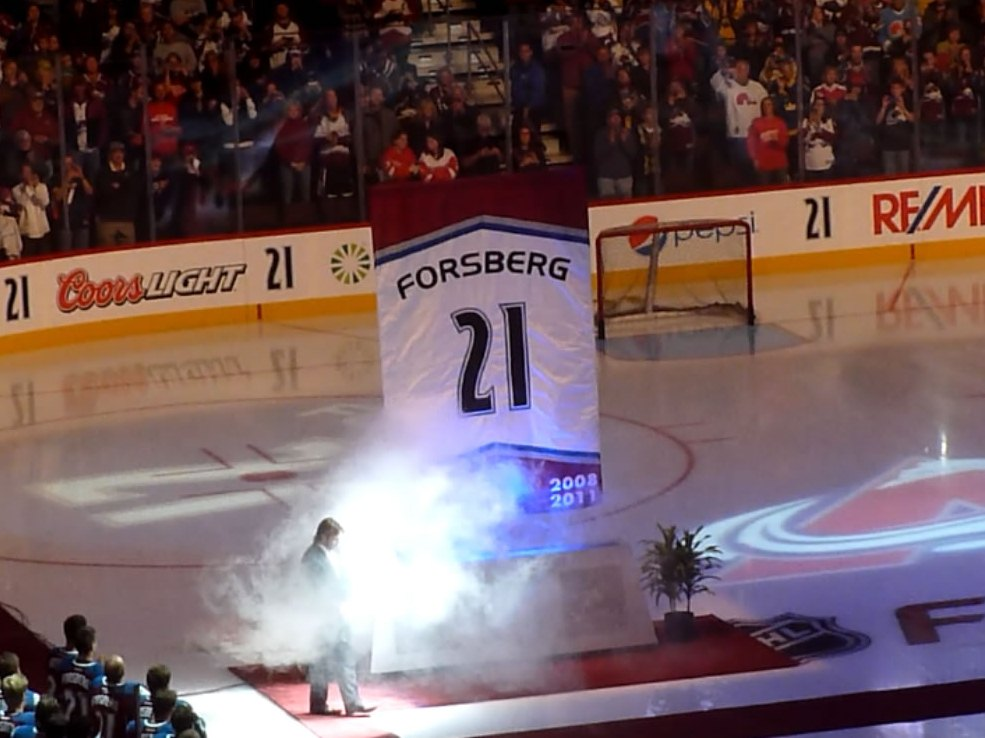
Ceremonia zastrzeżenia numeru 21 Petera Forsberga przez klub Colorado Avalanche (2011)

Reprezentacyjne
- Srebrny medal mistrzostw świata juniorów do lat 20: 1992, 1993
- Brązowy medal Pucharu Świata: 1996
- Złoty medal mistrzostw świata: 1992, 1998
- Srebrny medal mistrzostw świata: 1993, 2003, 2004
- Złoty medal zimowych igrzysk olimpijskich: 1994, 2006

Klubowe
- Złoty medal TV-Pucken: 1989
- Srebrny medal mistrzostw Szwecji: 1994 z MODO
- Puchar Stanleya: 1996, 2001 z Colorado Avalanche
- Presidents’ Trophy: 1997, 2001 z Colorado Avalanche
- Mistrzostwo konferencji NHL: 1996, 2001 z Colorado Avalanche
- Mistrzostwo dywizji NHL: 1996, 1997, 1998, 1999, 2000, 2001, 2001/2002, 2003 z Colorado Avalanche

Indywidualne
- Mistrzostwa Europy juniorów do lat 18 w hokeju na lodzie 1991:
  - Pierwsze miejsce w klasyfikacji asystentów turnieju: 12 asyst
  - Pierwsze miejsce w klasyfikacji kanadyjskiej turnieju: 17 punktów[5]
- Elitserien 1992/1993:
  - Årets Junior – najlepszy zawodnik juniorski
  - Guldpucken dla najlepszego zawodnika
  - Guldhjälmen dla najbardziej wartościowego zawodnika
- Mistrzostwa świata juniorów do lat 20 w 1993:
  - Pierwsze miejsce w klasyfikacji asystentów turnieju: 24 asyst
  - Pierwsze miejsce w klasyfikacji kanadyjskiej turnieju: 31 punktów
  - Najlepszy napastnik turnieju
  - Skład gwiazd turnieju
- Elitserien 1993/1994:
  - Guldpucken dla najlepszego zawodnika
  - Guldhjälmen dla najbardziej wartościowego zawodnika
  - Pierwsze miejsce w klasyfikacji strzelców w fazie play-off: 9 goli
- NHL (1994/1995):
  - NHL All-Rookie Team
  - Calder Memorial Trophy
- NHL (1995/1996):
  - Viking Award – nagroda dla najlepszego szwedzkiego zawodnika w lidze
- NHL (1996/1997):
  - Pierwsze miejsce w klasyfikacji asystentów w fazie play-off: 12 asyst
- NHL (1997/1998):
  - Viking Award – nagroda dla najlepszego szwedzkiego zawodnika w lidze
- Mistrzostwa świata 1998:
  - Pierwsze miejsce w klasyfikacji strzelców turnieju: 6 goli
  - Pierwsze miejsce w klasyfikacji kanadyjskiej turnieju: 11 punktów
  - Najlepszy napastnik turnieju
  - Skład gwiazd turnieju
- NHL (1998/1999):
  - Pierwsze miejsce w klasyfikacji asystentów w fazie play-off: 16 asyst
  - Pierwsze miejsce w klasyfikacji kanadyjskiej w fazie play-off: 24 asyst
  - Viking Award – nagroda dla najlepszego szwedzkiego zawodnika w lidze
  - Pierwszy skład gwiazd
- NHL (2001/2002):
  - Pierwsze miejsce w klasyfikacji asystentów w fazie play-off: 18 asyst
  - Pierwsze miejsce w klasyfikacji kanadyjskiej w fazie play-off: 27 asyst
- NHL (2002/2003):
  - Art Ross Memorial Trophy – pierwsze miejsce w klasyfikacji kanadyjskiej w sezonie zasadniczym: 106 punktów
  - NHL Plus/Minus Award – pierwsze miejsce w klasyfikacji +/− w sezonie zasadniczym: +52
  - Trofeum Harta – Najbardziej Wartościowy Zawodnik (MVP)
  - Pierwszy skład gwiazd
- Mistrzostwa świata 2003:
  - Skład gwiazd turnieju

Wyróżnienia i upamiętnienie
- Triple Gold Club: 1996
- Numer 21, z którym występował, został zastrzeżony przez klub Colorado Avalanche: 2011
- Galeria Sławy IIHF: 2013[6]
- Hockey Hall of Fame: 2014[7][8]
- W 2011 powstał film dokumentalny pt. 21 Peter Forsberg (2011)[9]
- W szwedzkich rozgrywkach hokejowych została ustanowione Trofeum Petera Forsberga, przyznawane od sezonu Elitserien (2012/2013).